# Mursa (bướm đêm)
Mursa là một chi bướm đêm thuộc họ Erebidae. Chi chỉ có một loài, Mursa phtisialis (tiếng Anh là Mallow Mursa Moth) có ở Cuba, phía nam Hoa Kỳ, Jamaica, Trung và Nam Mỹ.